# 2000 في البحرين
فيما يلي قوائم الأحداث التي وقعت خلال عام 2000 في البحرين.

## رياضة
- 1 يناير – البحرين في الألعاب الأولمبية الصيفية 2000
- 1 يناير – البحرين في الألعاب البارالمبية الصيفية 2000
- 1 يناير – الدوري البحريني الممتاز 1999–2000
- 1 يناير – كأس الأمير لكرة القدم 2000

## أفلام
من الأفلام التي صدرت هذه السنة في البحرين:
- 1 يناير – كاميرا

## مواليد

### يناير
- 1 يناير – جميلة السماك
- 1 يناير – سميرة رجب